# HIPRA
Hipra Laboratories SA è un'azienda farmaceutica e biotecnologica spagnola con sede a Girona, inizialmente focalizzata sulla medicina veterinaria, per poi passare ai vaccini umani per gestire il COVID-19.

## Storia
Fondata nel 1971 quando un gruppo di giovani imprenditori acquistò a Madrid un piccolo laboratorio chiamato HIPRA (dai cognomi dei suoi ex creatori: Hidalgo e Prada), e si trasferì ad Amer (Girona). Nel 2011 Hipra contava 18 filiali nel mondo e due stabilimenti, uno in Spagna, il secondo in Brasile, la sua filiale francese si trova a Nantes.

## Vaccino
Il suo vaccino PHH-1V è entrato in studi clinici in Spagna nell'agosto 2021. Nel marzo 2022 l'Agenzia europea per i medicinali (EMA) ha avviato la valutazione del suo vaccino proteico. Nel gennaio 2023 Hipra avvia la sperimentazione in Turchia su 60 volontari con condizioni immunocompromesse.